# Werkelijke Tegenwoordigheid
Werkelijke Tegenwoordigheid is een leerstuk in de Christelijke theologie. Deze stelt dat Jezus werkelijk tegenwoordig komt en blijft onder de gedaante van brood en wijn tijdens de viering van de Mis. Dit wordt de consubstantiatie genoemd en kan niet gelijkgesteld worden aan de leer van de transsubstantiatie, want die leer geeft juist een mogelijke nadere verklaring van hoe Jezus dan in de gaven tegenwoordig zou zijn. De Rooms-Katholieke Kerk zowel als de oosters-orthodoxe kerken hebben het leerstuk van de Werkelijke Tegenwoordigheid. De filosofische leer van de transsubstantiatie is echter typisch westers.
Het geloof in de Werkelijke Tegenwoordigheid is gebaseerd op het Evangelie, waarin beschreven staat hoe Christus op de avond voor zijn dood de woorden uitsprak "Dit is mijn lichaam" (Matteüs 26:26) en "Dit is mijn bloed" (Matt. 26:28). Men vindt het reeds terug bij de Apostolische Vaders Ignatius van Antiochië en Justinus de Martelaar alsook bij de Kerkvaders Johannes Chrysostomus (de proditione Judae) en Ambrosius (de mysteriis) en het werd bevestigd door het Concilie van Trente (1545–1563).
Moderne stromingen die het "symbolisme" in de Eucharistie aanhangen zijn meer onder druk komen te staan, dankzij de wetenschappelijke ontdekking van een belangrijk aspect in de taal van die dagen. In de tijd van Jezus werd in het Joodse land het Aramees gebruikt. Het Aramees kent geen koppelwerkwoord. Daarom moeten vanuit het Aramees naar het Nederlands de consecratiewoorden als volgt worden weergegeven: "Waarlijk Mijn Lichaam", "Waarlijk Mijn Bloed". In het Aramees kan dit twee betekenissen hebben. Iemand een dodelijke haat toekennen (iemand zijn bloed wel kunnen drinken) of een letterlijke betekenis: dat dit werkelijk het Lichaam en Bloed is. Men weet dat Christus de haat heeft veroordeeld tijdens de "Bergrede". Daarom kan de interpretatie van de transsubstantiatie alleen zijn, dat – tot op de huidige dag – er werkelijk zijn Lichaam en Bloed vertegenwoordigd zijn na het uitspreken van de consecratiewoorden door de priester. Christus zegt immers aan zijn Apostelen om dit te blijven doen "tot Zijn gedachtenis".
In een kerk getuigt de godslamp van Christus' Werkelijke Tegenwoordigheid in de geconsacreerde heilige hostie, ook ná de viering van de Mis.

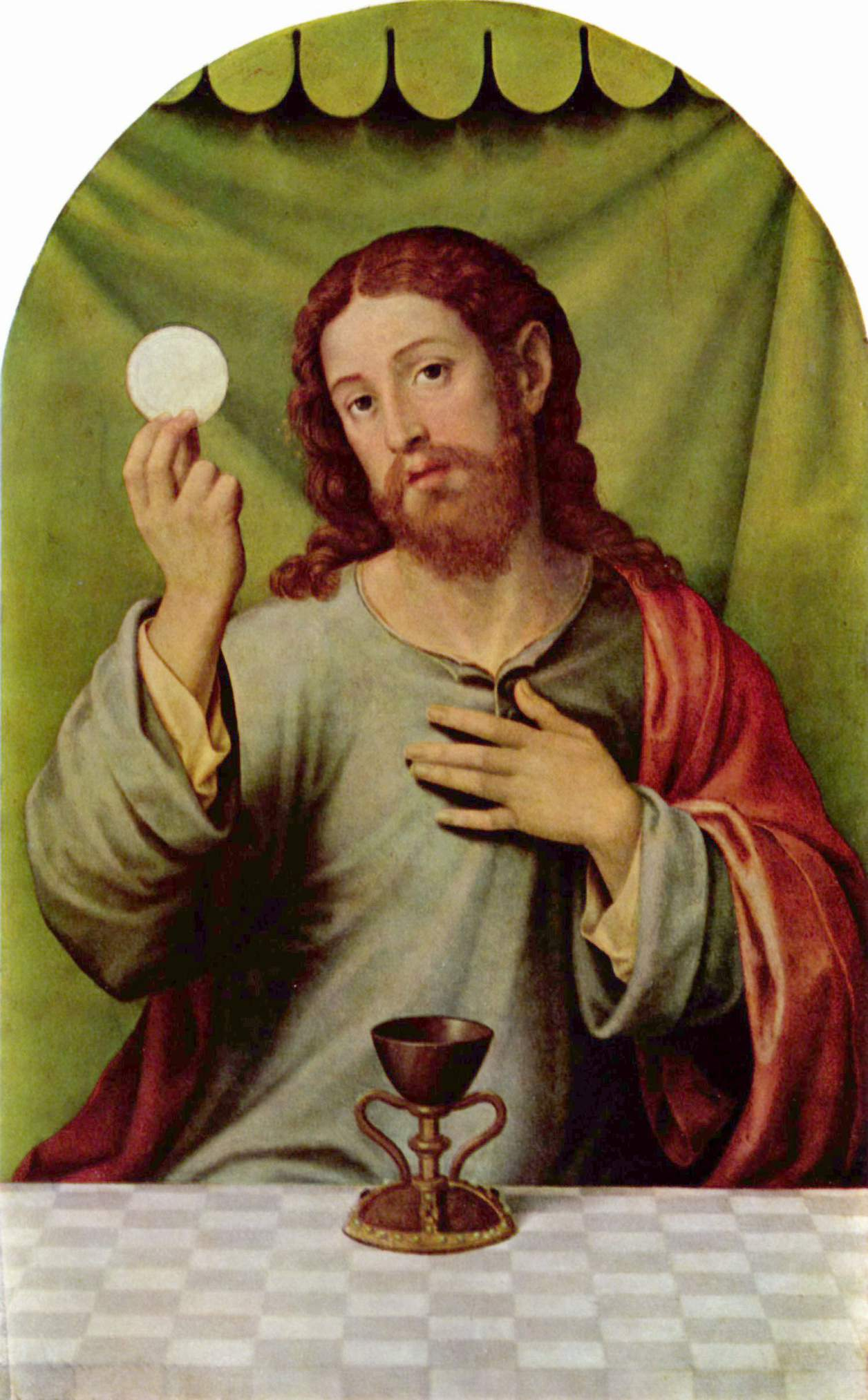
Jezus Christus met de Eucharistie.